# Susana Giménez
María Susana Giménez Aubert (nascuda el 29 de gener de 1944), coneguda com Susana Giménez, és una presentadora de televisió, actriu, model i empresària argentina. El 2012, va ser considerada la celebritat més gran de la televisió argentina per l'empresa de mitjans que publica la seva revista homònima.
És la presentadora de Susana Giménez, un programa de varietats de televisió molt ben valorat a l'Argentina, amb un format similar als de Raffaella Carrà (a Itàlia i Espanya) i Oprah Winfrey (als Estats Units). El 1997 va ser guardonada amb el Premi Martín Fierro d'Or i el 2002 va guanyar el Premi INTE a la Presentadora de Televisió de l'Any. Des del 2020, viu a l'Uruguai.

## Filmografia
- En mi casa mando yo (1968)
- La novela de un joven pobre (1968)
- El gran robo (1968)
- Fuiste mía un verano (1969)
- Tiro de gracia (1969)
- Los mochileros (1970)
- El mundo es de los jóvenes (1970)
- Los neuróticos (1971)
- Así es Buenos Aires (1971)
- La buscona (1971)
- Todos los pecados del mundo (1972)
- He nacido en la ribera (1972)
- Vení conmigo (1972)
- La piel del amor (1973)
- La Mary (1974)
- Mi novia el... (1975)
- Tú me enloqueces (1976)
- Los hombres sólo piensan en eso (1976)
- La cuenta está saldada (1976)
- Basta de mujeres (1977)
- El macho (1977)
- Un toque diferente (1977)
- Yo también tengo fiaca (1978)
- Donde duermen dos... duermen tres (1979)
- El rey de los exhortos (1979)
- A los cirujanos se les va la mano (1980)
- Las mujeres son cosa de guapos (1981)
- Un terceto peculiar (1982)
- Me sobra un marido (1985)
- Esa maldita costilla (1999)
- Tetro (2009)